# Paul Seitz (Fußballspieler)
Paul Seitz (* 15. Juli 1897 in Marseille; † 22. Februar 1979 ebenda) war ein französischer Fußballspieler, der langjährig für Olympique Marseille auflief. Er gewann zweimal den französischen Pokal, was ihm zuerst als Feldspieler und anschließend als Torwart gelang.

## Karriere
Seitz kam 1911 im Jugendalter zu Olympique Marseille. Der Abwehrspieler schaffte bei dem Klub aus seiner Heimatstadt den Sprung in die erste Mannschaft und konnte 1919 mit der Meisterschaft der Region Provence seinen ersten Titel gewinnen. Dieser wurde in den beiden darauffolgenden Jahren verteidigt. Im damals noch regional organisierten Fußball entwickelte sich seine Elf zu einer der besten des Landes, weswegen schließlich der Einzug ins nationale Pokalfinale 1924 glückte. Gemeinsam mit Louis Jacquier bildete er in der Partie gegen den favorisierten FC Cette die Defensive. Marseille konnte sich überraschend mit 3:2 durchsetzen und damit erstmals in der Vereinsgeschichte einen landesweiten Titel gewinnen. Zwei Jahre danach qualifizierte sich Olympique für das französische Pokalendspiel 1926 und galt im Vorfeld der Begegnung gegen die AS Valentigney als Favorit. Seitz wurde erneut aufgeboten, nahm entgegen seiner angestammten Position dieses Mal allerdings die Rolle des Torwarts ein. Er musste lediglich einen Ball passieren lassen und konnte die Trophäe dank des 4:1-Endstands zum zweiten Mal gewinnen. Dass ein Akteur diesen Wettbewerb sowohl als Feldspieler als auch auf der Position des Torhüters gewinnen konnte, ist ein in der Geschichte des Wettbewerbs einmaliges Vorkommnis.
1927 gelang Marseille im Pokal die Titelverteidigung, allerdings hütete Charles Allé wieder das Tor, wohingegen Seitz überhaupt nicht aufgeboten wurde. In der nachfolgenden Zeit absolvierte er noch einige Begegnungen, ehe er den Verein 1928 verließ. Während des Zweiten Weltkriegs kehrte er kurzzeitig zu Olympique zurück, indem er zwischen Januar 1942 und dem nachfolgenden Sommer die erste Mannschaft in der Funktion des Trainers betreute. Diese trat in der damals nur inoffiziell stattfindenden ersten Liga an. Seitz trat daran anschließend im überregionalen Fußball nicht mehr in Erscheinung und starb 1979 im Alter von 81 Jahren.